# Sound of Our Hearts
Sound of Our Hearts – utwór węgierskiego zespołu muzycznego Compact Disco napisany przez jego członków, tj. Behnama Lotfiego, Gábora Pála, Attilę Sándora i Csabę Walkó oraz wydany jako maxi singel w maju 2012 roku.
W styczniu 2012 roku utwór został zakwalifikowany do stawki konkursowej krajowych eliminacji eurowizyjnych A Dal. Pod koniec miesiąca został zaprezentowany przez zespół w pierwszym półfinale selekcji i z pierwszego miejsca awansował do finału, w którym wygrał po zdobyciu największego poparcia telewidzów w pierwszej rundzie oraz jurorów w ścisłym finale, dzięki czemu został wybrany na propozycję reprezentującą Węgry w 56. Konkursie Piosenki Eurowizji organizowanym w Baku.
22 maja został zagrany przez zespół w pierwszym półfinale widowiska i z dziesiątego miejsca awansował do finału, w którym zajął ostatecznie dwudzieste czwarte miejsce z 19 punktami na koncie.

## Lista utworów
CD maxi single
1. „Sound of Our Hearts” (Original) – 3:00
2. „Sound of Our Hearts” (Midnight Run Remix) – 4:24
3. „Sound of Our Hearts” (Analog Cuvée Remix) – 4:26
4. „Sound of Our Hearts” (Monoscope Remix) – 4:17
5. „Sound of Our Hearts” (Karmatronic Radio Remix) – 4:08
6. „Sound of Our Hearts” (Julia Carpenter Remix) – 6:18
7. „Sound of Our Hearts” (Nobody Moves Remix) – 3:19
8. „Sound of Our Hearts” (Stereo Palma Remix) – 7:11
9. „Sound of Our Hearts” (Lauer And Canard feat. Greg Note Remix) – 2:36
10. „Sound of Our Hearts” (Dave Martin Remix) – 5:28